# Adlullia mignon
Adlullia mignon är en fjärilsart som beskrevs av Alexander Schintlmeister 1994. Adlullia mignon ingår i släktet Adlullia och familjen tofsspinnare. Inga underarter finns listade i Catalogue of Life.